# 188
188 (CLXXXVIII) var ett skottår som började en måndag i den julianska kalendern.

## Händelser

### Okänt datum
- Pertinax blir konsul av Africa terra.
- Himiko (även känd som Pimiko) sägs ha inlett sitt styre i Japan.
- Zhang Ju och Zhang Chun besegras av hanstyrkor under Liu Yu.

## Födda
- 4 april – Caracalla, romersk kejsare 198–217